# 原爆慰霊碑破損事件

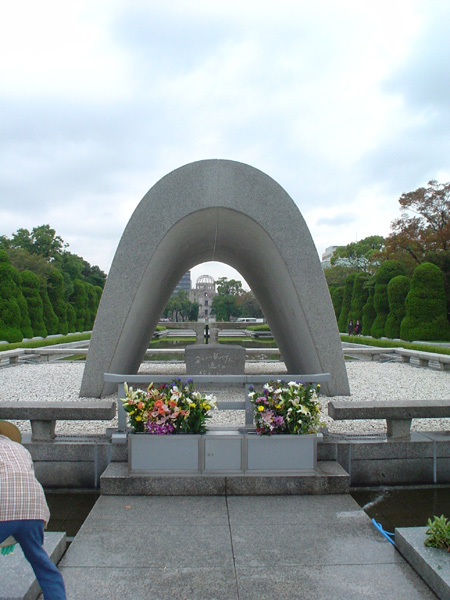
破損前の原爆死没者慰霊碑（2004年9月）

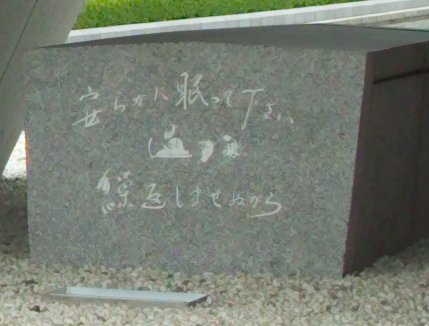
傷つけられた慰霊碑（2005年7月撮影）

原爆慰霊碑破損事件（げんばくいれいひはそんじけん）は、2005年（平成17年）7月26日に発生した広島県広島市中区の広島平和記念公園内にある原爆死没者慰霊碑の損壊事件である。

## 事件の概略
2005年7月26日午後10時55分ごろ、原爆慰霊碑の中央に安置された碑文のうち、「過ちは」の部分だけが削るかのように十数か所にわたり、ハンマーと鑿で傷つけられた。広島市の警備員が公園に設置されていたセンサーと監視カメラから事の次第に気付き、直ちに警察に通報した。
通報直後の午後11時10分頃、犯人が広島県警広島中央警察署に犯行に使った道具を持参して出頭し、監視カメラの映像から犯行が明らかであるとして、直ちに逮捕された。被疑者は広島市西区の右翼団体「誠臣塾」（構成員10名）の構成員で安佐南区に住む27歳の男であった。動機として「過ちを犯したのはアメリカで慰霊碑の『過ち』という文言が気に入らなかった。一人でやった」と供述した。そのため、主語に日本人が含まれるのはおかしいとして、被爆60周年を直前に控えたこの時期に犯行に及んだものであった。また、犯行声明文を広島県内のマスコミ各社に郵送していたことも判明した。

## 事件の背景
事件の背景には、原爆慰霊碑の碑文の主語に対する解釈をめぐる反発があった。

## 事件のその後
この行為に対し、被爆者団体からは「慰霊碑が不完全な状態で節目の式典を迎えるのは悔しい」などの声があった。この年の広島平和都市宣言の締めの部分で、市長は事件に対する抗議の意味で碑文の文章をそのまま引用した。また、参加していた河野洋平衆議院議長も式典の声明のなかで碑文について触れていた。
一方、全国的な報道では、大きなニュースとして扱わず、被疑者を「政治団体構成員」としていたが、広島のマスコミ各社は誠臣塾の名を大きく報道し、厳しく批判した。広島県警が家宅捜索したが、街宣車のなかから、被疑者とは違う筆跡で書かれた碑文を批判する文章が押収され、被疑者の供述と同様であったため、関与が疑われたが最終的には立件はしなかった。なお誠臣塾は現在もこの行為が正当なものであるとの見解を示している。
広島県警の見解では、2004年6月に広島県安芸高田市で発生した、公共工事に介入しようとした右翼団体による行政対象暴力に対する対策として、広島県が11月に「県拡声器による暴騒音の規制に対する条例」（暴騒音防止条例）の罰則を厳罰化し、右翼団体の活動の取り締まりを強化した。このように包囲網が強まる中で、過激な行動で存在を誇示しようとした疑いもあるとしていた。そのため、広島県警はこの行為は広島県による自分たちの街宣活動が規制されたことに対する反発もあったとして、広島県に対する反体制的な犯行であるとされている。
逮捕された犯人は「碑文の文言を変えなければ慰霊碑の弁償に応じない」と主張していた。そして、広島地検により器物損壊罪で起訴され、10月26日、広島地方裁判所にて懲役2年8ヶ月（求刑懲役3年）の実刑判決をうけ、控訴せずに確定した。
一方、破損した慰霊碑は、8月6日の広島平和記念式典のために破損箇所は粘土などにより応急処置された。様々な改修策が検討されたが、石碑を破損前に完全に復元することは不可能であるとして、碑文も含め、可能な限り原型に近い形で新たな石碑を製作することになった。石碑は約182万円の制作費をかけ、2005年12月16日に交換された。犯人は刑期を終え出所後東京都に転居したが、広島市は慰霊碑の修繕費や金利など220万円を請求する民事訴訟を起こし、2009年4月24日に広島地方裁判所は訴えを認める判決を下している。
なお、広島市は従来から、慰霊碑の「主語は『世界人類』であり、碑文は人類全体に対する警告・戒めである」(1970年 山田節男市長)とする見解を公式に示している。現在のホームページ上でも「碑文を改めるべき」とする意見に対して、「過ち」とは「一個人や一国の行為を指すものではなく、人類全体が犯した戦争や核兵器使用」と返答し、碑文の修正は全く考えていないとしている。
また、やはり誠臣塾に所属する別の構成員が2009年10月に、慰霊碑にささげられた花束を投げ捨てる事件を引き起こし、礼拝所不敬罪で検挙される事件も発生している。
その後2021年には粘着テープで慰霊碑に貼り紙がされ、2022年には紙飛行機を慰霊碑に投げ入れる行為が行われた。いずれの場合も物体には不謹慎なメッセージが記入されており、容疑者は礼拝所不敬の疑いで逮捕された。

## 類似する事件

### 全損保労働組合被爆20周年記念碑窃盗事件
同じ平和記念公園にある「全損保労働組合被爆20周年記念碑」（1965年建立）が1989年7月に台座だけを残し石碑部分だけが持ち去られ、広島刑務所脇にあった空き地に放置される事件が発生している。この事件では犯行声明文が広島市役所記者クラブに送られ、碑文の「なぜ　あの日はあった　なぜ　いまもつづく」を天皇制と資本主義に対する批判であるとして犯行に及んだとしていた。この事件の実行犯として平和運動に批判的であった大日本愛国党広島支部長（当時49歳）が器物損壊で検挙されている。

### 原爆慰霊碑破損事件（2012年）
2012年1月4日にも、原爆慰霊碑の碑文に金色の塗料が吹き付けられる事件が発生している。この事件では防犯カメラの映像と目撃証言などから、11月13日に広島県警捜査一課と公安課、広島中央署は被疑者として大阪市吹田市在住の自称著述業の男A（逮捕時77歳）を器物損壊で逮捕している。男は容疑を認めた上で動機として文言に不満があったという主旨の供述をしている。なお、Aに対し広島地裁は2013年1月24日に懲役1年6月、執行猶予3年を言い渡したが、判事は「社会に与えた影響は軽視できず、犯行を正当化する態度にも問題がある。刑事責任は軽くない」とした。
また、9月21日には、広島市西区在住のアルバイト店員の男性B（逮捕時35歳）が赤色のスプレーをかけたとして逮捕されている。動機として「オスプレイや沖縄問題に腹が立ってスプレーを吹き付けた」と供述している。Bは起訴され、2012年12月13日に広島地裁は懲役1年6月、執行猶予3年が言い渡されている。判決では「政治的考えを世間に示すための犯行だが、そのためには別の手段を選ぶべきだった。短絡的で身勝手な犯行だ。」と指摘したうえで、被告人が反省しており、原状回復の費用を支払ったことから執行猶予が付けられた。